# Арегацци, Франческо
Франческо Арегацци ( итал. Francesco Aregazzi или итал. Francesco Regazzi, 11 марта 1375, Кремона  - 6 августа 1437, Бергамо, Венецианская республика) — монах ордена Францисканцев братьев меньших конвентуальных O.F.M.Conv., итальянский прелат, Ординарий Епархии Бергамо, прославлен в лике блаженных.

## Биография
В молодом возрасте поступил в Францисканский орден Братьев меньших конвентуальных, где получил богословское и классическое образование и благодаря своим великолепным ораторским способностям назначается возглавить провинции своего ордена в Болонье  и Парме в качестве кустода ( итал. custode.

## Епископ Бергамо
В возрасте 28 лет папой Бонифацием IX назначается епископом епархии Бергамо, сменив Франческо Ланте, который не смотря на краткий срок своего правления не смог вывести ситуацию из кризиса, вызванную оппозицией монахами пригородного монастыря Астино ( итал. Astino ордена  Валломброзиане.
Арегацци столкнулся также c противостоянием в среде его паствы, вызванной враждой гвельфов и гибеллинов, которая разрушила город кровавой междоусобицей. Благодаря своим миротворческим способностям и с помощью Святого Бенедикта, бывшего гостем монастыря св. Франциска в Бергамо ситуацию удалось разрешить. Епископу удалось исходатайствовать у синьера Бергамо Пандольфо III Малатеста признания прав духовенства и также добиться снижения налогообложения граждан наложенное Бернабо Висконти.
В 1414 - 1418 годы епископ участвовал в Констансском соборе.
В 1428 году, после присоединения Бергамо к Венеции возглавил делегацию знати в столицу республики, чтобы подтвердить добровольное вхождение в состав нового государства.
В 1437 году  участвовал в Базельском соборе, внезапно умер, собираясь отправиться на сессию в Собора в Ферраре.
Участвовал в событиях, сыгравших важную роль в истории поместной церкви Бергамо и Вселенской Церкви, инициировал строительство многих новых храмов, как в городе, так и в епархии, как например Виллонго.